# Майков переулок
Майко́в переулок — переулок в Кировском районе Санкт-Петербурга. Проходит от Балтийской улицы до улицы Швецова.

## История
Название Майков переулок известно с 1903 года, происходит от фамилии домовладельца (дом 2, не сохранился) П. П. Майкова.

## Достопримечательности
- Социальный дом